# Namíbia nos Jogos Olímpicos de Verão da Juventude de 2010
A Namíbia participou dos Jogos Olímpicos de Verão da Juventude de 2010 em Cingapura. Sua delegação foi composta por seis atletas que competiram em cinco esportes.

## Atletismo
| Evento          | Atleta                | Qualificação | Qualificação | Final     | Final         |
| Evento          | Atleta                | Resultado    | Posição      | Resultado | Posição       |
| --------------- | --------------------- | ------------ | ------------ | --------- | ------------- |
| 1000 m feminino | Julia Handyene        | 3:04.29      | 17º (10º q1) | 3:00.64   | 16º (Final A) |
| 3000 m feminino | Ndapandula Nghinaunye | 10:04.53     | 9º           | 10:08.62  | 8º (Final A)  |

## Ginástica rítmica
| Atleta        | Evento           | Qualificação | Qualificação | Qualificação | Qualificação | Qualificação | Qualificação | Final       | Final       | Final       | Final       | Final       | Final       |
| Atleta        | Evento           | Corda        | Arco         | Maças        | Fita         | Total        | Pos.         | Corda       | Arco        | Maças       | Fita        | Total       | Pos. final  |
| ------------- | ---------------- | ------------ | ------------ | ------------ | ------------ | ------------ | ------------ | ----------- | ----------- | ----------- | ----------- | ----------- | ----------- |
| Anica Profitt | Individual geral | 18.600       | 19.150       | 16.450       | 18.900       | 73.100       | 18º          | Não avançou | Não avançou | Não avançou | Não avançou | Não avançou | Não avançou |

## Lutas
| Atleta          | Evento                           | Preliminares       | Preliminares             | Preliminares              | Preliminares | Disputa do bronze          | Pos. final |
| Atleta          | Evento                           | 1ª rodada          | 2ª rodada                | 3ª rodada                 | Pos.         | Oponente Resultado         | Pos. final |
| Atleta          | Evento                           | Oponente Resultado | Oponente Resultado       | Oponente Resultado        | Pos.         | Oponente Resultado         | Pos. final |
| --------------- | -------------------------------- | ------------------ | ------------------------ | ------------------------- | ------------ | -------------------------- | ---------- |
| Jason Afrikaner | Greco-romana até 58 kg masculino | Folga              | HUN Adrian Kranitz V 4-0 | KGZ Urmatbek Amatov D 0-3 | 2º           | RUS Artur Suleymanov D 0-3 | 4º         |

## Natação
| Evento                | Atleta        | Qualificação | Qualificação | Semifinais  | Semifinais  | Final       | Final       |
| Evento                | Atleta        | Resultado    | Posição      | Resultado   | Posição     | Resultado   | Posição     |
| --------------------- | ------------- | ------------ | ------------ | ----------- | ----------- | ----------- | ----------- |
| 100 m livre masculino | Quinton Delie | 54.40        | 40º (8º q3)  | Não avançou | Não avançou | Não avançou | Não avançou |
| 200 m livre masculino | Quinton Delie | 1:59.83      | 39º (7º q2)  |             |             | Não avançou | Não avançou |

## Triatlo
| Evento               | Triatleta                                         | Natação | Transição 1 | Ciclismo | Transição 2 | Corrida | Tempo total | Pos. |
| -------------------- | ------------------------------------------------- | ------- | ----------- | -------- | ----------- | ------- | ----------- | ---- |
| Individual masculino | Abraham Louw                                      | 8:39    | 0:33        | 28:40    | 0:28        | 17:08   | 55:28.99    | 5º   |
| Revezamento misto    | Abraham Louw (como integrantes da equipe Mundo 1) |         |             |          |             |         | 1:23:37.79  | 9º   |